# Густаво Петро
Густаво Франсіско Петро Уррего (19 квітня 1960 , Ciénaga de Orod, Кордова ) — колумбійський політичний і державний.
Сенатор (2014—2018), кандидат на президентських виборах 2018 та 2022 років.
Президент Колумбії з 7 серпня 2022.

## Біографія
Густаво Петро народився 19 квітня 1960 року у місті Сьенага-де-Оро (провінція Кордова, Колумбія). Навчався в коледжі Hermanos de La Salle у Сіпакірі (департамент Кундінамарка).
У 17 років, будучи студентом, вступив у ліворадикальне партизанське угруповання Рух 19 квітня (M-19), що виникло на знак протесту проти фальшування виборів
.
Займався військовою та політичною діяльністю, став одним із керівників угруповання, а також був обраний омбудсменом Сіпакіри.
В 1985 був заарештований за нелегальне володіння зброєю і засуджений на 18 місяців

.
Після збройного захоплення Палацу правосуддя у Боготі членами M-19 використав свій вплив на мирні переговори з урядом і допоміг у припиненні діяльності М-19 в 1990 році.
Після амністії брав участь у формуванні політичної партії Демократичний Союз M-19 (AD M-19).
Після розпуску М-19 навчався на економічному факультеті Університету Екстернадо Колумбії, вивчав державне управління у Вищій школі державного адміністрування.
Навчався у Папському університеті Боготи, де здобув ступінь магістра економіки.
Продовжив навчання у Бельгії у Левенському католицькому університеті та Університеті Саламанки.

## Політична кар'єра
В 1990—1991 роках був радником уряду провінції Кундінамарка.
В 1991—1994 і 1998—2006 роках — член Палати представників Колумбії.
В 1994—1996 роках служив першим секретарем посольства Колумбії у Бельгії.
В 2002 році був обраний до Конгресу з Боготи від політичного руху Vía Alterna, заснованого ним з Антоніо Наварро Вольфом та іншими колишніми товаришами з М-19. У цей період його назвали «найкращим конгресменом» своїми колегами по парламенту.
В 2005 році брав участь в об'єднанні лівих партій до Альтернативного демократичного полюса (на базі попередньої коаліції Незалежний демократичний полюс) та в 2006—2010 роках був сенатором від альянсу.
В 2010 році був кандидатом на президентських виборах, на яких здобув 9 % голосів та посів 4 місце.
В 2011 році через низку розбіжностей із керівництвом залишив Альтернативний демократичний полюс і створив власний Прогресивний рух, щоб брати участь у виборах мера колумбійської столиці.
В 2011 році був обраний мером Боготи на трирічний термін 2012—2015 рр.
Проте у грудні 2013 року генеральний прокурор Колумбії ухвалив відправити його у відставку через рішення мера відібрати у приватних фірм право вивозити сміття
..
У березні 2014 року він залишив мерію, але 23 квітня президент Хуан Мануель Сантос відновив його на посаді мера з ухвали суду та Міжамериканської комісії з прав людини.
Заборонивши носіння зброї, мер добився скорочення рівня вбивств до мінімального за два десятиліття показника.
Він також вводив заходи щодо реабілітації наркозалежних та боротьби з глобальним потеплінням, однак його плани щодо спорудження метрополітену були скасовані наступником, Енріке Пеньялосою, який віддав перевагу наземному транспорту.
У квітні 2018 був зареєстрований кандидатом на президентських виборах від блоку «Гуманна Колумбія».
У першому турі здобув 25 % голосів і вийшов у 2-й тур, де, не здобувши прямої підтримки від другого лівоцентристського кандидата Серхіо Фахардо та набравши 42 % голосів виборців, поступився кандидату від правих сил Івану Дуке.
Наприкінці 2021 року висунув себе як попередній кандидат від блоку «Гуманна Колумбія» та партії «Патріотичний союз», що склали коаліцію «Історичний пакт для Колумбії».
Під час виборів 2022 року в Конгрес був проголошений кандидатом від коаліції (на виборах 13 березня коаліція посіла перше місце, здобувши майже п'ять мільйонів голосів, 20 зі 102 місць у Сенаті та 27 зі 166 місць у Палаті представників).
На посаду віце-президента висунута Франсія Маркес.
На президентських виборах 2022 вийшов у другий тур і потім виграв вибори в другому турі, став першим лівим політиком на чолі Колумбії
.